# Habère-Poche
Habère-Poche ist eine französische Gemeinde im Département Haute-Savoie in der Region Auvergne-Rhône-Alpes.

## Geographie
Habère-Poche liegt auf 950 m, etwa 25 Kilometer östlich der Stadt Genf (Luftlinie). Das Dorf erstreckt sich an einem nach Westen exponierten Hang in der Talschaft des Vallée Verte, am Nordwestfuß der Montagne d’Hirmentaz, in den nordwestlichen Savoyer Alpen.
Die Fläche des 11,96 km² großen Gemeindegebiets umfasst den obersten Abschnitt des Vallée Verte. Das offene Tal erstreckt sich in Nordost-Südwest-Richtung und wird von der Menoge mit ihren Quellbächen zur Arve entwässert. Auf drei Seiten wird der Talkessel von Berggipfeln umgeben: Im Westen von der Pointe de Targaillan (1237 m) und dem Crêt Vernay (1220 m), dazwischen der Col de Cou, im Norden vom Mont Forchat (1539 m), flankiert von den Passübergängen Col des Moises und Col des Arces, sowie im Osten von den Höhen um den Col du Terramont. Auf der Montagne d’Hirmentaz im Südosten wird mit 1596 m die höchste Erhebung von Habère-Poche erreicht.

### Gemeindegliederung
Zu Habère-Poche gehören neben dem eigentlichen Dorfzentrum verschiedene Weilersiedlungen, darunter:
- Reculfou (895 m) am Südfuß der Pointe de Targaillan
- Chez Prachex (924 m) am Ostfuß der Pointe de Targaillan
- Les Crottes (1000 m) am Ostfuß der Pointe de Targaillan
- Argence (1025 m) unterhalb des Col de Cou
- La Covasserie (975 m) am nördlichen Dorfrand
- Le Vernay (1000 m) am Aufstieg zum Col des Arces
- Doucy (1040 m) am Fuß des Mont Forchat
- Ramble (1058 m) am Fuß des Mont Forchat

Nachbargemeinden von Habère-Poche sind Draillant im Norden, Lullin und Bellevaux im Osten, Habère-Lullin im Süden sowie Cervens im Westen.

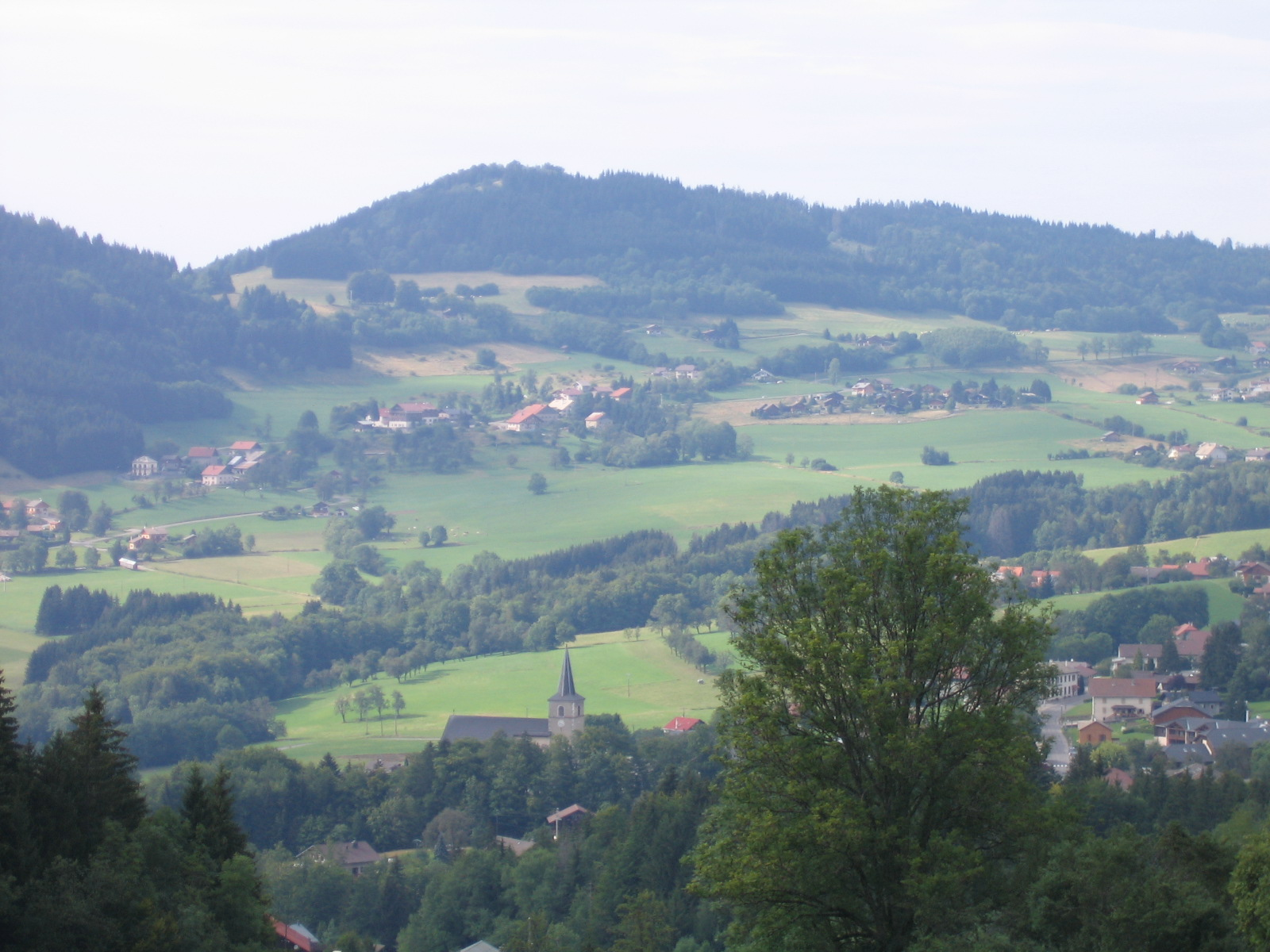
Habère-Poche

## Geschichte
Das Gebiet um Habère-Poche wurde im Mittelalter von den Mönchen der Abtei Saint-Jean-d’Aulps urbar gemacht. Bis Ende des 18. Jahrhunderts bildeten Habère-Poche und Habère-Lullin eine einzige Gemeinde mit dem Namen Les Habères. Mit dem Kanton Boëge wechselte Habère-Poche 1939 vom Arrondissement Bonneville zum Arrondissement Thonon-les-Bains.

## Sehenswürdigkeiten
Die Dorfkirche von Habère-Poche stammt aus dem 19. Jahrhundert.

## Bevölkerung
| Jahr                       | 1962 | 1968 | 1975 | 1982 | 1990 | 1999 |
| Einwohner                  | 435  | 452  | 464  | 511  | 662  | 729  |
| Quellen: Cassini und INSEE |      |      |      |      |      |      |

Mit 1484 Einwohnern (Stand 1. Januar 2022) gehört Habère-Poche zu den kleinen Gemeinden des Département Haute-Savoie. Seit Mitte der 1970er Jahre wurde dank der schönen Wohnlage ein kontinuierliches starkes Wachstum der Einwohnerzahl verzeichnet. Außerhalb des alten Ortskerns entstanden zahlreiche Einfamilienhäuser.

## Wirtschaft und Infrastruktur
Habère-Poche war bis weit ins 20. Jahrhundert hinein ein vorwiegend durch die Landwirtschaft und die Forstwirtschaft geprägtes Dorf. Heute gibt es verschiedene Betriebe des lokalen Kleingewerbes. Einige Erwerbstätige sind Wegpendler, die in den größeren Ortschaften der Umgebung, vor allem im Raum Genf-Annemasse und in Thonon-les-Bains, ihrer Arbeit nachgehen. Die Montagne d’Hirmentaz entwickelte sich in den letzten Jahrzehnten zu einem Wintersportgebiet. Die Hänge sind durch Bergbahnen und Skilifte erschlossen. Darüber hinaus ermöglichen ein Segelflugplatz, abwechslungsreiche Mountainbike-Strecken und ausgedehnte Wanderwege weitere Betätigungsmöglichkeiten.
Die Ortschaft liegt an der Verbindungsstraße, die von Thonon-les-Bains über den Col de Cou nach Fillinges im Arvetal führt. Weitere Verbindungen bestehen mit Bellevaux und Lullin.